# Nhamatanda
Nhamatanda es un distrito de la provincia de Sofala, en Mozambique, con una población censada en agosto de 2017 de 317 538 habitantes.
Se encuentra ubicado en el centro del país, a poca distancia al oeste de la orilla del río Pungwe, entre la frontera con Zimbabue, al oeste, y la costa del canal de Mozambique (océano Índico), al este.